# Colonia Lomas del Refugio
Colonia Lomas del Refugio är en ort i Mexiko.   Den ligger i kommunen Nochistlán de Mejía och delstaten Zacatecas, i den centrala delen av landet, 400 km nordväst om huvudstaden Mexico City. Colonia Lomas del Refugio ligger 1 850 meter över havet och antalet invånare är 620.
Terrängen runt Colonia Lomas del Refugio är kuperad åt sydväst, men åt nordost är den platt. Runt Colonia Lomas del Refugio är det ganska glesbefolkat, med 26 invånare per kvadratkilometer. Närmaste större samhälle är Nochistlán, 2,0 km väster om Colonia Lomas del Refugio. I omgivningarna runt Colonia Lomas del Refugio växer huvudsakligen savannskog.